# سطح مقطع راداری

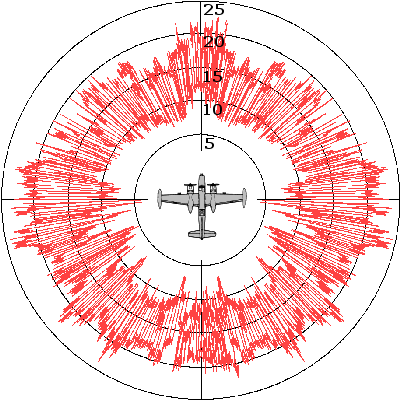
دیاگرام آر سی اس هواپیمای داگلاس ای-۲۶

سطح مقطع راداری یا آر سی اس (RCS (به انگلیسی: Radar cross-section)) میزان قابل شناسایی بودن یک شی توسط رادار را بیان می‌کند. هرچه این مقدار بیشتر باشد شکل برای رادار قابل رویت تر است.
یک شی مقدار محدودی از انرژی رادار را بازمی‌گرداند. مقدار بازگشت امواج الکترو مغناطیس به منبعش را عوامل گوناگونی مشخص می‌کنند که شامل:
- ماده‌ای که هدف از آن ساخته شده‌است
- اندازه دقیق هدف
- نسبت اندازه هدف با طول موج تولید شده توسط رادار
- زاویه برخورد (زاویه‌ای که امواج رادار در هنگام برخورد با یک بخش خاص از هدف پیدا می‌کنند که وابسته به شکل هدف و جهت منبع رادار است)
- زاویه بازگشت (زاویه‌ای که امواج برخورد کرده به شی آن را ترک می‌کنند که وابسته به زاویه برخورد است)
- قطبش امواج فرستاده شده و بازگشته با توجه به جهت هدف.

حشره: 0.00001 m²
پرنده: 0.01 m²
هواپیمای پنهان‌کار: کمتر از 0.1 m²
موشک زمین به هوا: تقریباً 0.1 m²
انسان: 1 m²
هواپیمای جنگنده کوچک: 2–3 m²
هواپیمای جنگنده بزرگ: 5–6 m²
هواپیمای ترابری نظامی: بیش از 100 m²
کشتی باری با طول ۵۵ متر: 300–4000 m²
بازتابنده گوشه‌ای با گوشه‌هایی به طول ۱٫۵ متر: تقریباً 20,000 m²
ناوچه با طول ۱۰۳ متر: 5000–100,000 m²
کشتی کانتینری با طول ۲۱۲ متر: 10,000–80,000 m²